# VLS Veszprém
A VLS Veszprém (teljes nevén: Veszprémi Labdarúgó és Sportszervező Kft., korábban Veszprém FC) Veszprém városának jelenleg az NB III Nyugati csoportjában szereplő labdarúgó egyesülete. A klubot 1912-ben alapították. A csapat 1988-ban érte el legnagyobb sikerét, amikor az NB II bajnokaként feljutott az élvonalba, ahol öt évig szerepelt. A VFC az 1992/93-as idényben az utolsó helyen végzett, így búcsúzott az első osztálytól.

## Története
A Veszprém FC 1912. július 28-án alakult meg Veszprémi Torna Club néven a Római Katolikus Legényegylet szervezésével és vezetésével. A csapat eredeti színe kék és fehér, első elnöke pedig Mihályfi János könyvkötő volt. A csapat első otthona a Papvásártéren volt, majd nem sokkal utána a Gulyadombra tette át a "székhelyét". Az első mérkőzést a Székesfehérvári Egyetértés TC ellen vívta a VTC 1912. július 28-án a Gulyadombon, és 1-0-ra kikapott. Kezdetekkor sűrűn cserélt pályát a csapat különböző okok miatt ("nagyvázsonyi fadepó", Kaszavölgyi dűlő, Jutasi út nyugati oldalán a "tüzérbarakkok"). Érdekesség, hogy amikor a "nagyvázsonyi fadepó"-féle pályán játszottak, öltözőként a közelben lévő Steiner-féle söröző egyik terme szolgált. 1914-ben a csapat függetleníti magát a legényegylettől. Az első világháborúban nem működik a klub. Eleinte csak barátságos meccseket játszottak, bajnokságban csak 1924-ben indultak el a nyugati Alszövetség II. osztályának pápai csoportjában, amelyet meg is nyertek. Az 1948-as átszervezésig általában a Nyugati Alszövetség I vagy II osztályában szerepelt a VTC. Az átszervezéssel az NB III Nyugati csoportjába került, ahol az első, 1948-49-es bajnokságban a második helyen végzett. Még 1948-ban egyesült anyagi okokból a VTC a Lőszergyár csapatával Vasas VTC néven. Egy évvel később az Országos Testnevelési Tanács és a SZOT döntése alapján létre hozták a Veszprémi Dolgozók Sport Körét a Vasas VTC és Veszprémi Vasutas SE csapatokból, de gyakorlatilag továbbra is a VTC szerepelt, mert a vasutasoktól nem igazoltak át senkit. 1950 őszén Veszprémi Fémmunkás TC néven szerepeltek, majd 1951-ben (a sport kommunista átszervezése miatt) már Veszprémi Vasas Torna Club nevet használja az egyesület. Az '50-es években az NB III és a megyei első osztály között ingáztak. 1951-ben az Egyetem szervezésében új csapatot alapítottak Veszprémben (Veszprémi Haladás néven váltak híressé). Az új klub hamar a Veszprémi Vasas vetélytársa lett, az ötvenes évek közepére pedig túl is szárnyalta azt. 1957-re az egyetem már nem tudta finanszírozni ezt a klubot, így tanácsi döntéssel egy nagy veszprémi sportklubot hoznak létre Veszprémi Haladás Petőfi Sport Club néven (a Veszprémi Haladás és a Petőfi Sportklub egyesüléséből). A csapat az NB II-ben kezdte, de hamar visszacsúszott a megyei bajnokságba. A két csapat – és Veszprém – életében kitüntetett szerepet játszott a Városi Stadion 1963-as átadása. A Veszprémi Haladás Petőfi SC és a Veszprémi Lombik SK Veszprémi Vegyész SC néven 1967-ben egyesült, ezzel pedig jelentős anyagi támogatásban részesült a klub. Ebben az évben már a második helyen végeztek az NB II Nyugati csoportjában. A Veszprémi Vasasból időközben Bakony Vasasra változott klubot és a Veszprémi Vegyész SC-t a város döntése alapján (hogy Veszprémben legyen egy sikeres és gazdaságilag is erős sportegyesület) 1969 decemberében egyesítették Bakony Vegyész TC néven. Innentől lehet számítani a veszprémi labdarúgás felvirágzását és aranykorát. A hetvenes években a későbbi válogatott Szokolai László is megfordult a Vegyészben, mellette több olyan játékos is játszott, akik meghatározó játékosok voltak, vagy lettek az NB I-ben. 1985-ben Bakony Vegyészről Veszprémi SE-re változtatják a klub nevét. A csapat 1988-ban eléri legnagyobb sikerét, amikor az NB II bajnokaként feljut az élvonalba. Ott 5 évig szerepelt, 1993-ig. A VFC az 1992/93-as idényben az utolsó helyen végzett, így búcsúzott az élvonaltól, majd 2006/07-ben jutott fel az NB III-ba, ahol a Bakony csoportban szerepel.
Néhány fontosabb dátum, adat:
- Az 1975/76-os idényben a BVTC az NB III 7. helyén végzett, a Fűzfői NIKE AK lett a bajnok.
- 1976/77: A BVTC gyenge produkcióval a 15. helyen végzett, de a szintén veszprémi Schönherz SE-t mindkét mérkőzésen 2-1-re múlta felül. BVTC-Ajkai Aluminium 2-2. Bajnok: Vác.
- 1980/81: a BVTC az NB II 13. helyén végzett, a Haladás lett a bajnok.
- 1981/82: a klub a 14. helyen végzett az NB II-ben, így kiesett a másodosztályból.
- 1982/83: A BVTC a Területi bajnokságot toronymagasan nyerte 26 győzelemmel, így osztályozót játszhatott a Dunaújvárosi Kohásszal az NB II-es jogért.

Veszprémben 5000 néző előtt a BVTC 2-0-ra legyőzte az újvárosiakat.
A visszavágón soha nem látott érdeklődés mellett, 10 ezer néző előtt a hazaiak a rendes játékidőt
2-0-ra megnyerték, így kiegyenlítették a veszprémi mérkőzést. Következett a kétszer 15 perces hosszabbítás, ami nem hozott változást.
Így minden a 11-eseken múlott:
A veszprémiek kezdtek: Horváth biztos lábbal 0:1, Sajó lövését Palla védte. Görbicz nem hibázott 0:2. Újabb Palla bravúr, most Sajó lövését fogta. Baranyi erős lövésével 0:3. Ress szépített 1:3. Karsai hidegvérrel
az NB II-be lőtte a veszprémi csapatot. A végeredmény: 1:4.
Temesvári Tibor a BVTC edzője így nyilatkozott: „Óriási meccs volt, még 0:2-nél is hittem a sikerben. Gratulálok a csapatomnak!”
- 1983/84: Az újonc BVTC az NB II 6. helyét csípte meg. A nyitányon 5 ezer néző előtt 3-1 verték a Nyíregyházát.
- 1984/85: A BVTC csak jobb gólarányának köszönhetően maradt meg a másodosztályban (17. hely). 1985-ben a közgyűlés döntése alapján a BVTC neve Veszprémi Sport Egyesületre változik. Ki gondolta volna még akkor, hogy pár év múlva a VSE feljut az NB I-be?
- 1985/86: A nyitányon Diósgyőr-VSE 5:1.
- 1986/87: Középmezőnyben végzett a Veszprémi SE.
- 1987/88: A veszprémi labdarúgás egyik legjobb éve.

VSE-Csepel 1-0 (4800 néző), VSE-Dunaújváros 3-1 (6000 néző), VSE-Diósgyőr 3-1 (5000 néző). A 38. fordulóban hazai pályán a Nyíregyháza ellen Horváth L. 88. percben fejelt góljával a Veszprémi SE feljutott az élvonalba.
1. VSE
2. Dunaújváros
3. Szeged
4. Szolnok
5. Ózd
- 1988/89: Az első élvonalbeli meccsen, amit a TV is közvetített, a Budapesti Vasas 2-0-ra nyert az újonc otthonában. A Veszprém a 16 csapatos NB I-ben a 10. helyen végzett. 12 000 néző a Fradi ellen.
- 1989/90: A Veszprém a bravúros 6. helyen végzett.
- 1990/91: A VSE labdarúgó szakosztálya Veszprém FC néven önálló egyesület lett, a VFC az 5. helyen végzett.
- 1991/92: A csapat a 12. helyen végzett.
- 1992/93: Búcsú az NB I-től.
- 1993/94: A veszprémi foci hanyatlása. Épphogy nem estek ki az NB II-ből.
- 1994/95: A VFC hazai pályán veretlen volt, 5. hely.
- 1995/96: NB II: 13. hely.
- 1996/97: A Veszprém FC megszűnt. Helyét a Jutas VFK vette át, kiesés az NB II-ből.
- 1997/98: A Jutas ificsapata gyenge produkciót mutatott.
- 1998/99: Gyenge teljesítmény. A Jutas VFK helyett Veszprém LC 2000 néven futott a klub.
- 1999/00: A VLC ezüstérmes lett, így feljutott az NB I B-be!
- 2000 ősz: Búcsú az NB I B-től.
- 2000/01: A Veszprém LC az élmezőnyben végzett a 3. osztályban.
- 2001/02: Középmezőny.
- 2002/03: A VLC az alsóház 2. helyét szerezte meg.
- 2003/04: A VLC a káosz ellenére a 4. helyen végzett.
- 2004/05: Az utolsó fordulóban Budakalász-VLC 10-0. A Veszprém osztályozóra kényszerült az NB II-ért VLC-Ajka 2-2 Ajka-VLC 3-1.

A Veszprém LC megszűnt.
- 2006/07: A Veszprém FC új szakosztályt indított és zömében ifistákkal toronymagasan nyerte a Megyei 2. osztályt. A Veszprém FC a megszűnő Elmax Vasas Pápa helyén nevezett az NB III-ba.
- 2007/08: a VFC az NB III Bakony csoport 6. helyén állt az őszi idény végén.
- 2008/09: a VFC a Magyar Kupa 3. fordulójában 2-1-re verte az NB I-es ZTE csapatát, így bejutott a legjobb 32 közé.És veretlenül (12-3-0-s mérleggel) 4 pont előnnyel vezetik az NB III Bakony csoportját a szintén veretlen Hévíz előtt, a Hévíz végül megfordítva a tabella állását, megszerezte a bajnoki címet. A visszaesett teljesítmény a távozó játékosok és a sérüléshullám számlájára is írható.
- 2009/10: a Veszprém FC veretlenül, 68 ponttal megnyerte az NB III Bakony csoportját, így feljutott az NB II-be
- 2010/11: a Veszprém FC 30 ponttal az NB II Nyugati csoportjának 14. helyén végzett.
- 2011/12: NB II Nyugati csoport, a 6. helyen végzett.
- 2012/13: NB II Nyugati csoport, a 11. helyen végzett és kiesett.
- 2013/14: NB III Nyugati csoport, a 13. helyen végzett.
- 2014/15: NB III Nyugati csoport, a téli szünetben visszalépett a bajnokságban való szerepléstől.
- 2015/16: VLS Veszprém Kft. néven új gazdasági társaság alakul, a csapat az Alsóörs SE jogán a Veszprém megyei I. osztályban indul, amelyet meg is nyer 97 ponttal. Az NB III-as osztályozón Iváncsa (Fejér megye)-VLS 1-2 és 2-2.
- 2016/17: NB III Nyugati csoport. A 11. helyen végzett (negyven ponttal) a tizennyolc csapat közül.
- 2017/18: NB III Nyugati csoport, 16. (utolsó) hely, kiesés.
- 2018/19: Veszprém megyei I. osztály, 81 ponttal 1. helyezett és osztályozó nélkül feljutott az NBIII-ba.

### Sikerei[5]
- Magyar másodosztályú bajnokság
  - Bajnok (1 alkalommal): 1987-88 [6]
- Magyar harmadosztályú bajnokság
  - Bajnok (2 alkalommal): 1982-83,[7] 2009-10[8]
  - Ezüstérmes (2 alkalommal): 1999-00,[9]  2008-09[10]
- Magyar negyedosztályú bajnokság

- - Bajnok (2 alkalommal): 2015-16,[11] 2018-19[12]
- Magyar ötödosztályú bajnokság
  - Bajnok (1 alkalommal): 2006-07[13]

## Statisztika

### Az első osztályban
Az alábbi táblázatban összesítve szerepelnek a VLS Veszprém (Veszprémi SE, Veszprém FC, Veszprémi LC ) első osztályú statisztikái.
| Szezon   | M   | GY | D             | V  | LG–KG   | GK  | P     |
| -------- | --- | -- | ------------- | -- | ------- | --- | ----- |
| 1988–89  | 30  | 9  | 8 (gy:6, v:2) | 13 | 23–35   | –12 | 41*   |
| 1989–90  | 30  | 10 | 11            | 9  | 27–24   | +3  | 41**  |
| 1990–91  | 30  | 11 | 12            | 7  | 34–25   | +9  | 34*** |
| 1991–92  | 30  | 7  | 10            | 13 | 20–42   | –22 | 24*** |
| 1992–93  | 30  | 6  | 6             | 18 | 25–54   | -29 | 18*** |
| Összesen | 150 | 43 | 37            | 60 | 129–180 | –51 | 158   |

- *Az 1988–89 szezonban az MLSZ meg akarta szüntetni a „békés döntetleneket”, ezért bevezette, hogy ha 90 perc után eldöntetlen a mérkőzés, akkor az európai kupákból ismert módon, 5-5 tizenegyes rúgásával dőljön el a végeredmény. Amely csapat 90 perc alatt tudott győzni, az 3 pontot kapott, ha tizenegyesek döntöttek, akkor a győztes 2, a vesztes 1 pontot kapott. A „tizenegyes-bajnokság” csak egy évet élt meg.
- **3-1-0 pontozási rendszert vezetett be az MLSZ, a győzelem 3, a döntetlen pedig egy pontot ért.
- ***Visszatértek a 2-1-0 pontozási rendszerhez, a győzelem 2, a döntetlen pedig egy pontot ért.

Az alábbi táblázatban szerepelnek a VLS Veszprém első osztályban elért helyezései.
| #   | 1988–89 | 1989–90 | 1990–91 | 1991–92 | 1992–93 |
| --- | ------- | ------- | ------- | ------- | ------- |
| 1.  |         |         |         |         |         |
| 2.  |         |         |         |         |         |
| 3.  |         |         |         |         |         |
| 4.  |         |         |         |         |         |
| 5.  |         |         |         |         |         |
| 6.  |         |         |         |         |         |
| 7.  |         |         |         |         |         |
| 8.  |         |         |         |         |         |
| 9.  |         |         |         |         |         |
| 10. |         |         |         |         |         |
| 11. |         |         |         |         |         |
| 12. |         |         |         |         |         |
| 13. |         |         |         |         |         |
| 14. |         |         |         |         |         |
| 15. |         |         |         |         |         |
| 16. |         |         |         |         |         |

### Nemzetközi kupaszereplések
| Szezon | Bajnokság          | Forduló    | Ellenfél          | Eredmény |
| ------ | ------------------ | ---------- | ----------------- | -------- |
| 1991   | Közép-európai kupa | Csoportkör | SK Vorwärts Steyr | 2–2      |
| 1991   | Közép-európai kupa | Csoportkör | Torino FC         | 0–1      |

Megjegyzés: Az eredmények minden esetben a VLS Veszprém szemszögéből értendőek.

#### Összesítés
| Kiírás             | M | GY | D | V | LG–KG | GK |
| ------------------ | - | -- | - | - | ----- | -- |
| Közép-európai kupa | 2 | 0  | 1 | 1 | 2–3   | -1 |
| Összesen           | 2 | 0  | 1 | 1 | 2–3   | -1 |

## Szurkolók
Az 1998–99-es szezonban egy 20-30 fős B-közepük létezett, a nevük No Name Boys volt.
2000-ben, az NB I B-ből való kiesés után feloszlottak. 2008 őszén megalakult az új veszprémi ultracsoport, Bakonyi Betyárok Bandája névvel (melyről szavazást tartottak honlapjukon, és meggyőző fölénnyel ez a név aratott sikert). A legutóbbi meccsen (a KSE Csesztreg ellen 4-0-ra győzött a Veszprém) már 30 fő volt jelen az ultracsoport tagjaként a meccsen, ahol olyan hangulatot teremtettek, amire már közel 10 éve nem volt példa a veszprémi stadionban, énekekkel, dobokkal, drapériákkal, zászlókkal. Aztán újabb névváltozás következett: 2009-től a szurkolói csoport neve: QCU (Queen's City Ultras), újabb drapik, füstbombák és nagyszerű hangulat jellemzi a megújult szurkolói csoportot. Az utolsó megmérettetésre a létszám már 50 főre duzzadt, mikor a csapat a bajnoki címét ünnepelte, az utolsó NB III-as mérkőzésen. Általánosságban viszont viszonylag kevés ember látogatott ki még meccsekre, körülbelül 350-400 fő

## Stadion
A csapat stadionját 1963. október 30-án adták át. A mérkőzésen a Bakony Vasas 1-1-es döntetlent játszott a magyar válogatott ellen (felállás: Békefi – Répási II., Magyar, Németh – Bimbó (Paltesz), Lakinger (Popovics) – Kövér, Asztalos, Farkas, Tóth, Répási I.). A mérkőzésre 12 000-en voltak kíváncsiak. A Vegyész is játszott a válogatott ellen, de ők 7-0 arányban vereséget szenvedtek.
Legnagyobb nézőszámok: 1977: Vasas-Ferencváros (5:0), MNK-mérkőzés, 13 000 néző. 1988: Veszprém-Ferencváros (0:2), NB I-es mérkőzés, 12 000 néző.

## Játékosok
A klub összes Wikipédia-szócikkel rendelkező labdarúgója megtalálható a Kategória:A Veszprém FC labdarúgói kategóriában, az egyes szezonok játékoskerete A Veszprém FC labdarúgói cikkben található.

### Aktuális keret
2014. szeptember 4. szerint (nem aktuális)
| #  |        | Poszt | Név              |
| -- | ------ | ----- | ---------------- |
| 30 | Magyar | K     | Kádár Balázs     |
| 1  | Magyar | K     | Gyimesi Máté     |
| 3  | Magyar | V     | Venczel Zoltán   |
| 13 | Magyar | V     | Garai Péter      |
| 4  | Magyar | V     | Farkas Tamás     |
| 5  | Magyar | V     | Császár Attila   |
| 2  | Magyar | V     | Bolla Gergő      |
| 6  | Magyar | V     | Kuti Dániel      |
| 11 | Magyar | V     | Kovács Krisztián |
| 29 | Magyar | KP    | Zsély Benedek    |
| 27 | Magyar | KP    | Németh Erik      |

| #  |        | Poszt | Név              |
| -- | ------ | ----- | ---------------- |
| 33 | Magyar | KP    | Nagy Bálint      |
| 7  | Magyar | KP    | Hanák Attila     |
| 16 | Magyar | KP    | Baldauf Konrád   |
| 19 | Magyar | KP    | Udvardi Márk     |
| 21 | Magyar | KP    | Burcsik Martin   |
| 10 | Magyar | KP    | Pavlitzky Balázs |
| 69 | Magyar | KP    | Skriba Máté      |
| 8  | Magyar | CS    | Weibel Dávid     |
| 9  | Magyar | CS    | Tóth László      |
| 88 | Magyar | CS    | Simon Attila     |
| 99 | Magyar | CS    | Czvetkó József   |

### Híres játékosok
* a félkövérrel írt játékosok rendelkeznek felnőtt válogatottsággal.
| - Claude - Andorka Gábor - Bánki József - Baranyi Sándor - Belső László - Bimbó Tamás - Predrag Bošnjak - Bognár Péter - Csernyánszki Norbert - Csík Ferenc - Csomai József - Csongrádi Ferenc - Dragóner Attila - Gazsó Csaba - Gersics József | - Handel György - Horváth I László - Iszlai Bence - Jugovits Lajos - Kakas László - Kelemen Miklós - Kénoszt Ferenc - Kiss László - Kozma Csaba - Lang Ádám - Lehota István - Maróti Béla - Mónos Tamás - Novothny Soma - Onhausz Tibor | - Palla Antal - Perger András - Pető Tamás - Petres Tamás - Plotár Gyula - Rugovics Vendel - Süle János - Szeibert György - Szécsi János - Szeiler József - Szokolai László - Végh Tibor - Végh Zoltán - Zsadányi László |

## A 2014-2015-ös szezon
|     | Dátum-Kezdés      | Mérkőzés                             | Végeredmény | Félidő  | Gy | D | V | RG-KG | Pont | Helyezés | Infók                                                                                  |
| --- | ----------------- | ------------------------------------ | ----------- | ------- | -- | - | - | ----- | ---- | -------- | -------------------------------------------------------------------------------------- |
| 1.  | 2014.08.16. 17:30 | Veszprém FC – Csepel FC              | 1-1         | (0-0)   | 0  | 1 | 0 | 1-1   | 1    | 9.       | Jegyzőkönyv Összefoglaló Archiválva 2014. október 6-i dátummal a Wayback Machine-ben   |
| 2.  | 2014.08.23. 17:30 | Sárvár FC – Veszprém FC              | 2-1         | (1-0)   | 0  | 1 | 1 | 2-3   | 1    | 12.      | Jegyzőkönyv Összefoglaló Archiválva 2014. október 6-i dátummal a Wayback Machine-ben   |
| 3.  | 2014.08.30. 17:30 | Veszprém FC – Dorogi FC              | 0-0         | (0-0)   | 0  | 2 | 1 | 2-3   | 2    | 13.      | Jegyzőkönyv Összefoglaló                                                               |
| 4.  | 2014.09.06. 16:30 | Tököl VSK – Veszprém FC              | 2-1         | (1-0)   | 0  | 2 | 2 | 3-5   | 2    | 14.      | Jegyzőkönyv Összefoglaló Archiválva 2014. október 6-i dátummal a Wayback Machine-ben   |
| 5.  | 2014.09.13. 16:30 | Veszprém FC – Tatabánya FC           | 2-2         | (1-1)   | 0  | 3 | 2 | 5-7   | 3    | 15.      | Jegyzőkönyv Összefoglaló                                                               |
| 6.  | 2014.09.20. 16:00 | III. KER.TVE – Veszprém FC           | 3-0         | (1-0)   | 0  | 3 | 3 | 5-10  | 3    | 15.      | Jegyzőkönyv                                                                            |
| 7.  | 2014.09.27. 16:00 | Veszprém FC – Újbuda FC              | 0-2         | (0-0)   | 0  | 3 | 4 | 5-12  | 3    | 15.      | Jegyzőkönyv Összefoglaló Archiválva 2014. október 6-i dátummal a Wayback Machine-ben   |
| 8.  | 2014.10.04. 15:00 | Rákosmente KSK – Veszprém FC         | 1-0         | (1-0)   | 0  | 3 | 5 | 5-13  | 3    | 16.      | Jegyzőkönyv Összefoglaló Archiválva 2014. október 6-i dátummal a Wayback Machine-ben   |
| 9.  | 2014.10.12. 15:00 | Veszprém FC – BKV Előre              | 0-3         | (0-1)   | 0  | 3 | 6 | 5-16  | 3    | 16.      | Jegyzőkönyv Összefoglaló Archiválva 2014. október 16-i dátummal a Wayback Machine-ben  |
| 10. | 2014.10.18. 14:30 | Nagyatádi FC – Veszprém FC           | 1-0         | ( 1-0 ) | 0  | 3 | 7 | 5-17  | 3    | 16.      | Jegyzőkönyv Összefoglaló Archiválva 2014. október 20-i dátummal a Wayback Machine-ben  |
| 11. | 2014.10.25. 14:30 | Veszprém FC – Győri ETO FC           | 0-2         | ( 0-1 ) | 0  | 3 | 8 | 5-19  | 3    | 16.      | Jegyzőkönyv                                                                            |
| 12. | 2014.11.01. 13:30 | Veszprém FC – Futura Mosonmagyaróvár | 0-4         | ( 0-3 ) | 0  | 3 | 9 | 5-23  | 3    | 16.      | Jegyzőkönyv                                                                            |
| 13. | 2014.11.09. 13:30 | Diósdi TC Select – Veszprém FC       | 1-2         | ( 1-1 ) | 1  | 3 | 9 | 7-24  | 6    | 15.      | Jegyzőkönyv Összefoglaló Archiválva 2014. november 9-i dátummal a Wayback Machine-ben  |
| 14. | 2014.11.15. 13:00 | Veszprém FC – Balatonfüredi FC       | 2-2         | ( 1-0 ) | 1  | 4 | 9 | 9-26  | 7    | 15.      | Jegyzőkönyv Összefoglaló Archiválva 2014. november 29-i dátummal a Wayback Machine-ben |
| 15. | 2014.11.22. 13:00 | Budaörs – Veszprém FC                | 1-1         | ( 0-1 ) | 1  | 5 | 9 | 10-27 | 8    | 15.      | Jegyzőkönyv Összefoglaló Archiválva 2015. február 13-i dátummal a Wayback Machine-ben  |
| 16. | 2015.02.28. 14:00 | Csepel FC – Veszprém FC              | -           | ( – )   |    |   |   | -     |      | .        |                                                                                        |
| 17. | 2015.03.07. 14:30 | Veszprém FC – Sárvár FC              | -           | ( – )   |    |   |   | -     |      | .        |                                                                                        |
| 18. | 2015.03.14. 14:30 | Dorogi FC – Veszprém FC              | -           | ( – )   |    |   |   | -     |      | .        |                                                                                        |
| 19. | 2015.03.21. 15:00 | Veszprém FC – Tököl VSK              | -           | ( – )   |    |   |   | -     |      | .        |                                                                                        |
| 20. | 2015.03.28. 15:00 | Tatabánya FC – Veszprém FC           | -           | ( – )   |    |   |   | -     |      | .        |                                                                                        |
| 21. | 2015.04.04. 16:30 | Veszprém FC – III. KER.TVE           | -           | ( – )   |    |   |   | -     |      | .        |                                                                                        |
| 22. | 2015.04.11. 16:30 | Újbuda FC – Veszprém FC              | -           | ( – )   |    |   |   | -     |      | .        |                                                                                        |
| 23. | 2015.04.18. 17:00 | Veszprém FC – Rákosmente KSK         | -           | ( – )   |    |   |   | -     |      | .        |                                                                                        |
| 24. | 2015.04.26. 17:00 | BKV Előre – Veszprém FC              | -           | ( – )   |    |   |   | -     |      | .        |                                                                                        |
| 25. | 2015.05.02. 17:30 | Veszprém FC – Nagyatádi FC           | -           | ( – )   |    |   |   | -     |      | .        |                                                                                        |
| 26. | 2015.05.09. 17:30 | Győri ETO FC – Veszprém FC           | -           | ( – )   |    |   |   | -     |      | .        |                                                                                        |
| 27. | 2015.05.16. 18:00 | Futura Mosonmagyaróvár – Veszprém FC | -           | ( – )   |    |   |   | -     |      | .        |                                                                                        |
| 28. | 2015.05.23. 18:00 | Veszprém FC – Diósdi TC-Select       | -           | ( – )   |    |   |   | -     |      | .        |                                                                                        |
| 29. | 2015.05.30. 18:00 | Balatonfüredi FC – Veszprém FC       | -           | ( – )   |    |   |   | -     |      | .        |                                                                                        |
| 30. | 2015.06.07. 18:00 | Veszprém FC – Budaörs                | -           | ( – )   |    |   |   | -     |      | .        |                                                                                        |